# Tagebau Espenhain
Der Tagebau Espenhain war ein Betrieb zur Gewinnung von Braunkohle im Mitteldeutschen Braunkohlerevier.

## Geografische Lage
Der Tagebau Espenhain befand sich südöstlich der Stadt Leipzig und nördlich des namensgebenden Orts Espenhain. Das Gebiet des Tagebaus liegt heute im Landkreis Leipzig und gehört zum Bergbaurevier Südraum Leipzig. Vom westlich gelegenen Tagebau Zwenkau wurde der Tagebau nur durch den Korridor der Fernverkehrsstraße 2 und der Bahnstrecke Leipzig–Hof getrennt.

## Geschichte
Am 10. Juli 1937 begann mit dem feierlichen Abteufen des ersten Schachts die Aktiengesellschaft Sächsische Werke nördlich von Espenhain mit dem Aufschluss eines Braunkohletagebaus, der zur Belieferung des südlich des Ortes entstehenden Braunkohleverarbeitungswerkes vorgesehen war. Die beim Aufschluss anfallenden Abraummassen wurden östlich von Espenhain und südlich der beiden Dörfer Mölbis und Trages auf der Halde Trages verkippt. Im November 1939 wurde die erste Kohle geliefert. Nach einem Probebetrieb ab November 1944 erfolgte der Transport des Abraums von der Abbauseite zur Haldenseite ab 25. Juli 1945 mit einer Förderbrücke im Regelbetrieb. Die Abraumförderbrücke mit der Bezeichnung AFB 17 war mit einer Länge von über 500 Metern bis 1972, dem Zeitpunkt der Inbetriebnahme der F60 im Tagebau Welzow-Süd, die größte bewegliche Arbeitsmaschine der Welt. Zum Kohle- und Mutterbodentransport wurden elektrisch betriebene Züge eingesetzt. In den 1980er-Jahren wurde teilweise zum Bandtransport übergegangen.
1946 ging der Betrieb als Reparationsleistung in sowjetisches Eigentum über und wurde bis 1954 als eine der letzten Sowjetischen Aktiengesellschaften der Braunkohlenindustrie geführt. Nach Rückgabe an die DDR entstand der Volkseigene Betrieb (VEB) Kombinat Espenhain.  In der DDR wurden oft einzelne Betriebsteile zu überregionalen Einheiten zusammengefasst. So hieß der Tagebau ab 1977 VEB Braunkohlenwerk (BKW) Borna, Tagebau Espenhain. Ab dem 1. Oktober 1980 war das BKW Borna dann ein Kombinatsbetrieb des Volkseigenen Braunkohlenkombinats Bitterfeld, aus dem sich zum 1. Juli 1990 die Vereinigte Mitteldeutsche Braunkohlenwerke AG, die spätere MIBRAG (Mitteldeutsche Braunkohlengesellschaft mbH) gründete.
Zusammen mit dem Tagebau Böhlen bildete er das Rückgrat der Braunkohlenförderung in der SBZ und der frühen DDR. Zwischen 1949 und 1965 förderten beide Tagebaue zusammen stets mehr als 10 % der gesamten Braunkohlen der DDR. Die gewonnene Kohle diente zur Versorgung der karbochemischen Anlagen, die wiederum die Grundlage zur Versorgung der volkseigenen Industrie in diesem auf Autarkie ausgerichteten System bildeten. Zusätzlich wurde die Kohle in dem damals modernsten Kraftwerk Deutschlands verstromt.
Mit der Reduzierung der mitteldeutschen Braunkohleindustrie nach dem Ende der DDR wurde auch der Tagebau Espenhain schrittweise geschlossen. Am 23. Dezember 1993 wurde die Inanspruchnahme neuen Geländes (Vorschnittbetrieb) eingestellt, am 30. April 1994 wurde die Förderbrücke stillgelegt, und am 27. Juni 1996 verließ der letzte Kohlezug die Grube (Restauskohlung). Am 7. Mai 1997 wurde die Abraumförderbrücke gesprengt.

## Abbauverlauf

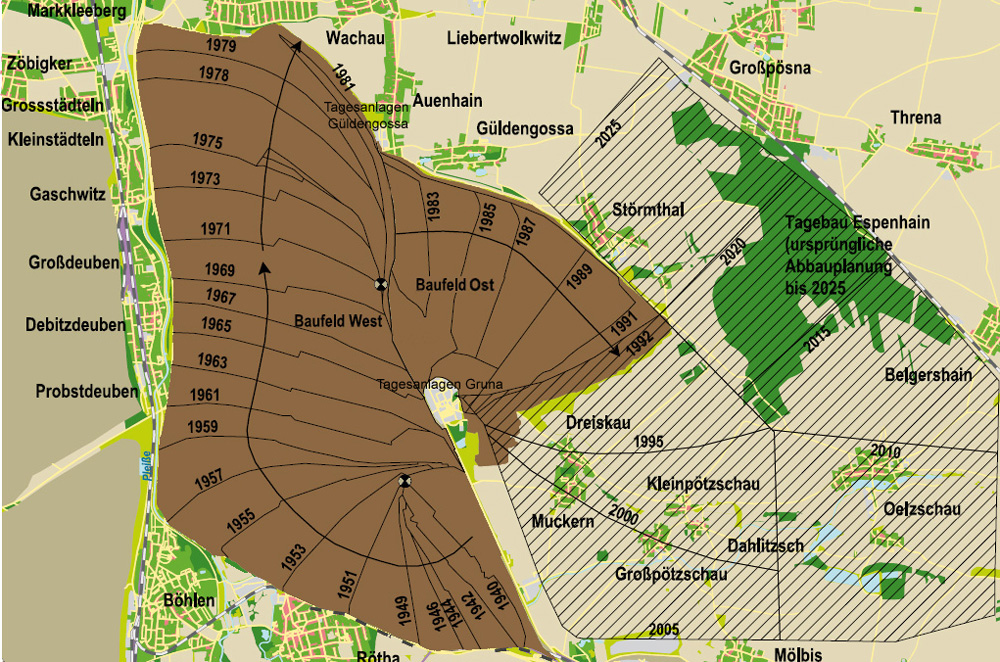
Zeitlicher Ablauf und ehemals vorgesehene Planung des Tagebaus

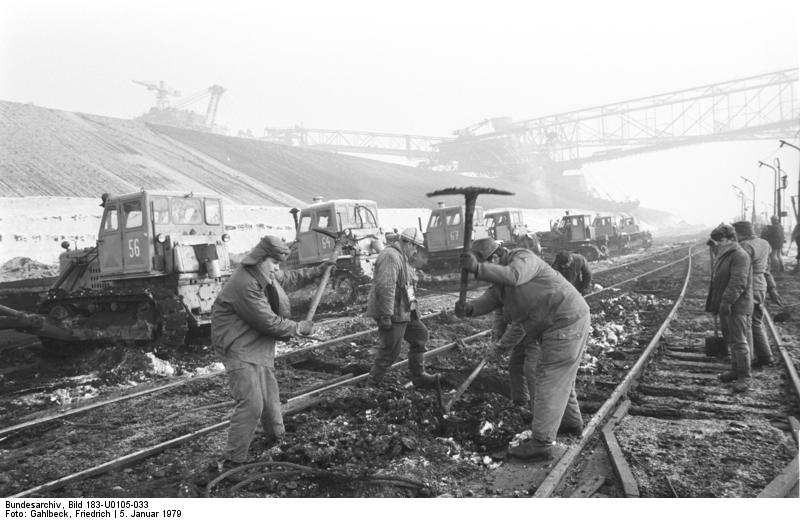
Winter 1979 im Tagebau Espenhain, im Hintergrund die Förderbrücke

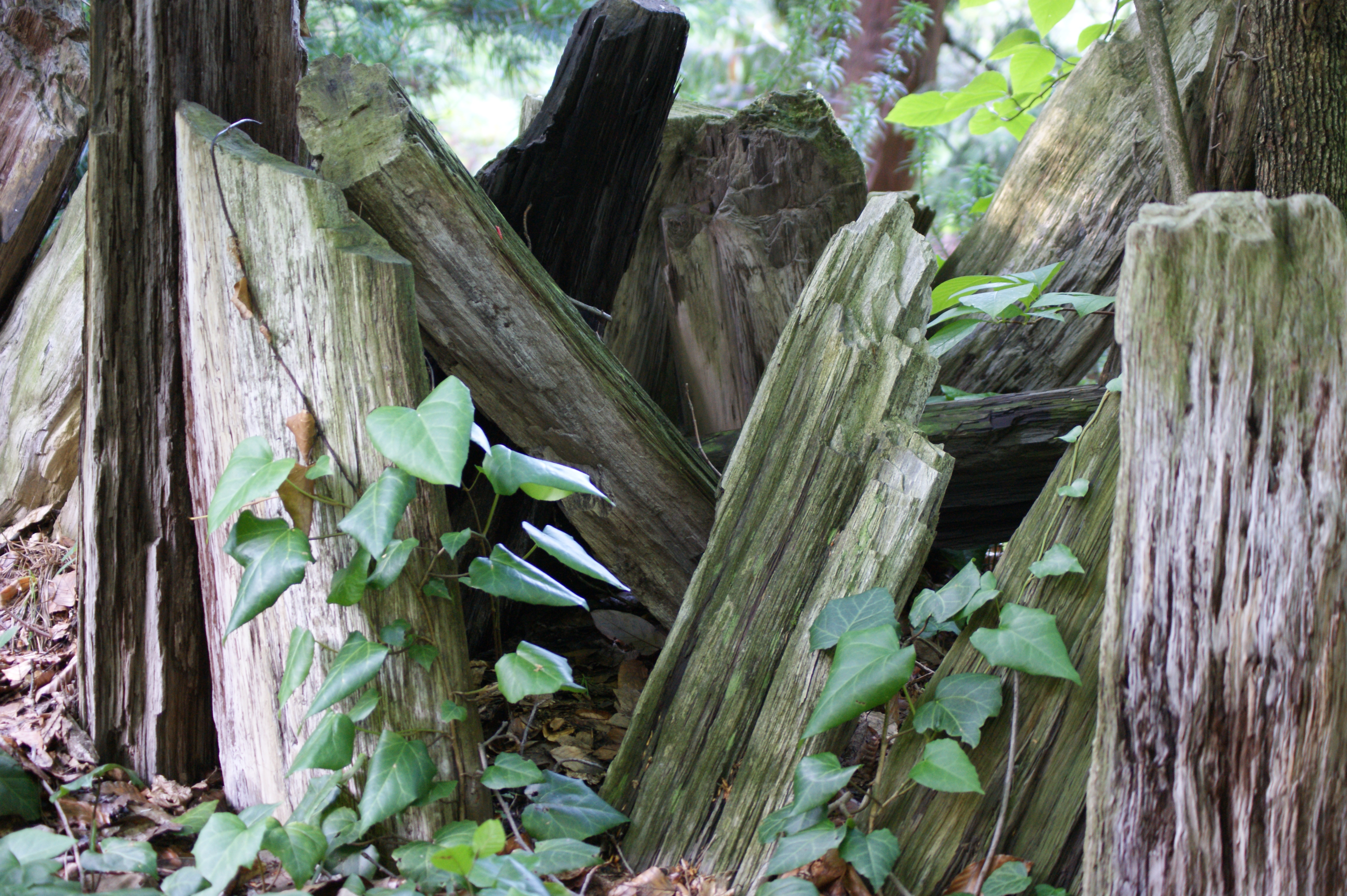
Reste eines tertiären Braunkohlenwaldes (rund 33 Millionen Jahre alt) aus dem Tagebau

Der Tagebau verlief nach dem Aufschluss zunächst in westlicher Richtung und schwenkte dann nach Norden um etwa zwischen der Pleißenaue (mit Verlegung der Pleiße) als westlicher Grenze und der Fernverkehrsstraße F 95 als anfänglich östlicher Begrenzung fortzuschreiten. Mit dem Erreichen von Markkleeberg etwa 1980 war das sogenannte Baufeld West abgeschlossen, und durch Schwenken nach Osten wurde das Baufeld Ost in Angriff genommen, das in Richtung Südost fortgeführt wurde.
Durch den Betrieb des Tagebaus Espenhain mussten zahlreiche Dörfer, die in seinem Einzugsgebiet lagen, aufgegeben und ihre Bewohner umgesiedelt werden. Die abgerissenen und überbaggerten Dörfer oder Ortsteile waren:
- Geschwitz (1951–1952)
- Stöhna (1955–1957)
- Rüben (1955–1957)
- Großdeuben, östliche Teile (1956–1963)
- Zehmen (1957–1958)
- Gaschwitz, östliche Teile (1964–65)
- Gruna, Dechwitz, Kötzschwitz, Sestewitz und Göhren (Ortsteile von Magdeborn) (1965–1968)
- Crostewitz (Ortsteil von Cröbern) (1967–1972)
- Großstädteln, östliche Feldfluren (1967–1972)
- Markkleeberg-Ost, südliche Teile (1974–1975)
- Vorwerk Auenhain (1976)
- Wüste Mark Getzelau, Gemarkung Crostewitz (ca. 1978)
- Cröbern (1976–1980)
- restliche Ortsteile von Magdeborn, d. h. Magdeborn mit Tanzberg und Siedlung, Göltzschen (1977–1980)
- Rödgen (Ortsteil von Störmthal) (1984–1988)

Insgesamt wurden mehr als 8000 Menschen umgesiedelt. Der Tagebau Espenhain hat insgesamt 39,7 km² Gelände beansprucht. Es wurden während seines Betriebes 565 Millionen Tonnen Rohbraunkohle gefördert und 1706 Millionen Tonnen Abraum bewegt.
Für den Tagebau Espenhain war eine Laufzeit bis 2035 vorgesehen. Aufgrund der vorzeitigen Schließung des Tagebaus blieben folgende Orte vom Abbruch verschont (Jahr des geplanten Abbruchs in Klammern)
- Dreiskau-Muckern (1995–2000)
- Pötzschau (Groß- und Klein-Pötzschau, Dahlitzsch) (2000)
- Oelzschau mit Kömmlitz (2010)
- Störmthal (2025)

## Rekultivierung

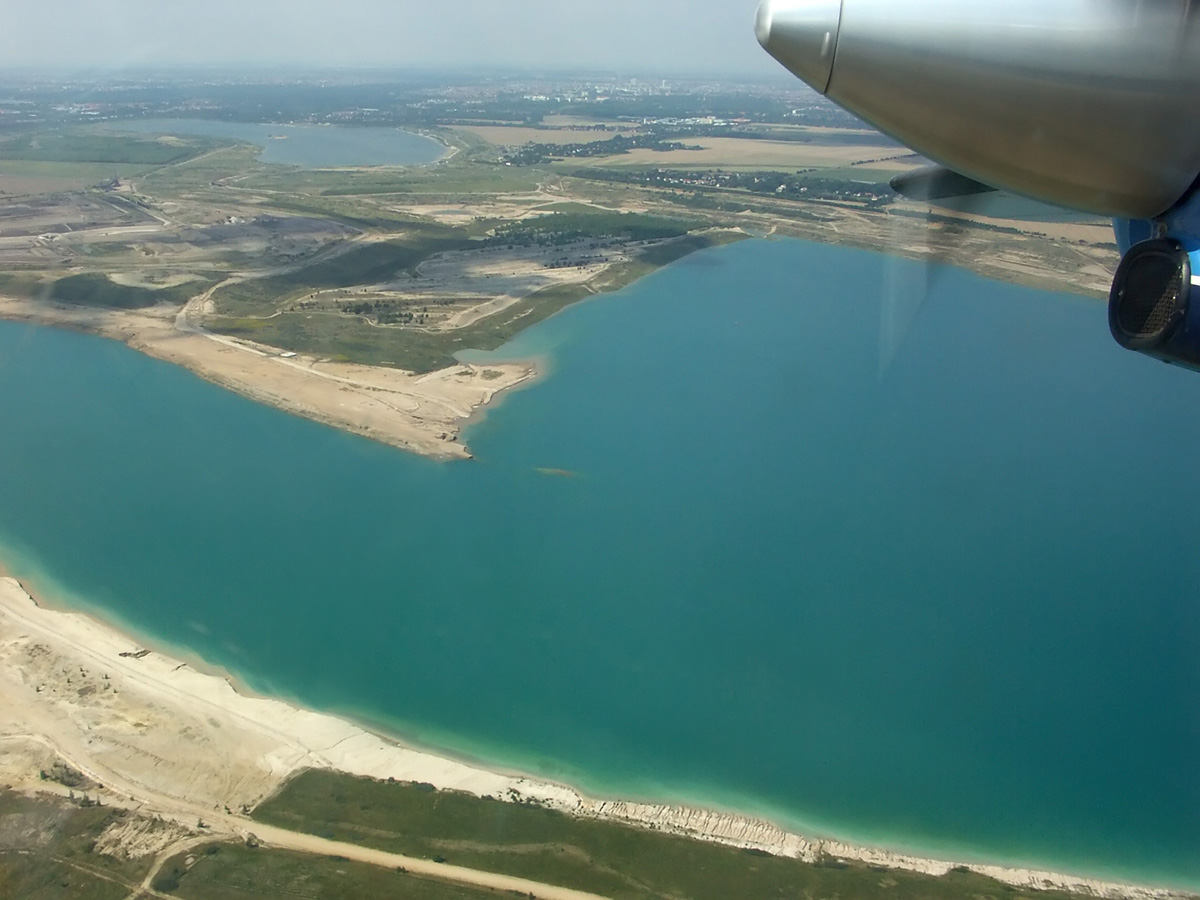
Störmthaler (im Vordergrund) und Markkleeberger See

Historisch ist vor allem die Rekultivierung der Hochhalde Trages bedeutend. Diese wurde 1937 bis 1947 durch zwei Absetzer geschüttet und stand unbegrünt in der Landschaft. Wind- und Wassererosion sorgten in den umliegenden Orten und besonders den Wegen und Feldern für Schäden. Bereits in den 1950er Jahren begannen erste Begrünungen. Ein Artikel in „Das Magazin“ von 1954 zeigt die Erfolge, vor allem auf dem Kippenplateau. Es handelt sich dabei um einen der ersten Versuche zur Begrünung einer aus tertiärem Material geschütteten Halde in Deutschland.
Das Gelände des ehemaligen Tagebaus wird in verschiedener Weise genutzt. Die Anfangsflächen nördlich von Rötha sind wieder Ackerland. Als Hochwasserschutzanlage dient das Rückhaltebecken Stöhna.
Nordöstlich davon befinden sich die mechanisch-biologische Abfallbehandlungsanlage und die Zentraldeponie Cröbern der Westsächsischen Entsorgungs- und Verwertungsgesellschaft mbH. Hier werden Abfälle aus Haushalt, Industrie und Gewerbe behandelt und abgelagert, darunter von 2006 bis 2009 auch bis zu 570 Tonnen Rückstände aus der Öl- und Gasförderung, die Anteile natürlicher radioaktiver Stoffe enthalten können. Radioaktivitätsgrenzwerte wurden dabei nicht überschritten. Von der geplanten Deponiekapazität war bis Ende 2008 reichlich die Hälfte bereits verfüllt, die Höhe der Deponie soll von 40 Metern im Jahre 2009 auf letztendlich 48 Meter anwachsen.
In einigen Bereichen des ehemaligen Abraumgeländes wächst ein neuer Waldbestand. Das Restloch des Tagebaus wurde durch Aufschüttungen, über die inzwischen die Autobahn 38 verläuft, in zwei Teile getrennt, in denen zwei Seen mit Sport- und Erholungsmöglichkeiten entstanden sind, der Markkleeberger und der  Störmthaler See.  Projektträger für die Sanierung und Gestaltung der Bergbaufolgelandschaften ist die Lausitzer und Mitteldeutsche Bergbau-Verwaltungsgesellschaft mbH (LMBV).